# Massimo Ferraiuolo
Massimo Ferraiuolo, detto Max (Varese, 4 luglio 1965), è un ex cestista e dirigente sportivo italiano, dal 2010 team manager della Pallacanestro Varese .